# Saint-Vincent-sur-Graon
Saint-Vincent-sur-Graon is een gemeente in het Franse departement Vendée (regio Pays de la Loire) en telt 1238 inwoners (2005). De plaats maakt deel uit van het arrondissement Les Sables-d'Olonne.

## Geografie
De oppervlakte van Saint-Vincent-sur-Graon bedraagt 49,1 km², de bevolkingsdichtheid is 25,2 inwoners per km².
De onderstaande kaart toont de ligging van Saint-Vincent-sur-Graon met de belangrijkste infrastructuur en aangrenzende gemeenten.

## Demografie
Onderstaande figuur toont het verloop van het inwonertal (bron: INSEE-tellingen).

1. ↑  Populations de référence 2022.